# 国際興業バス川口営業所

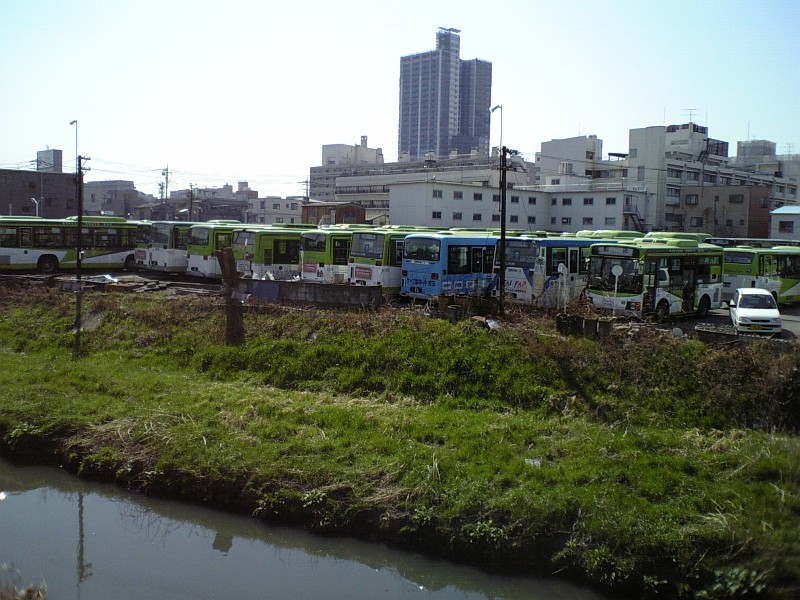
移転前の旧営業所（2006年3月25日）

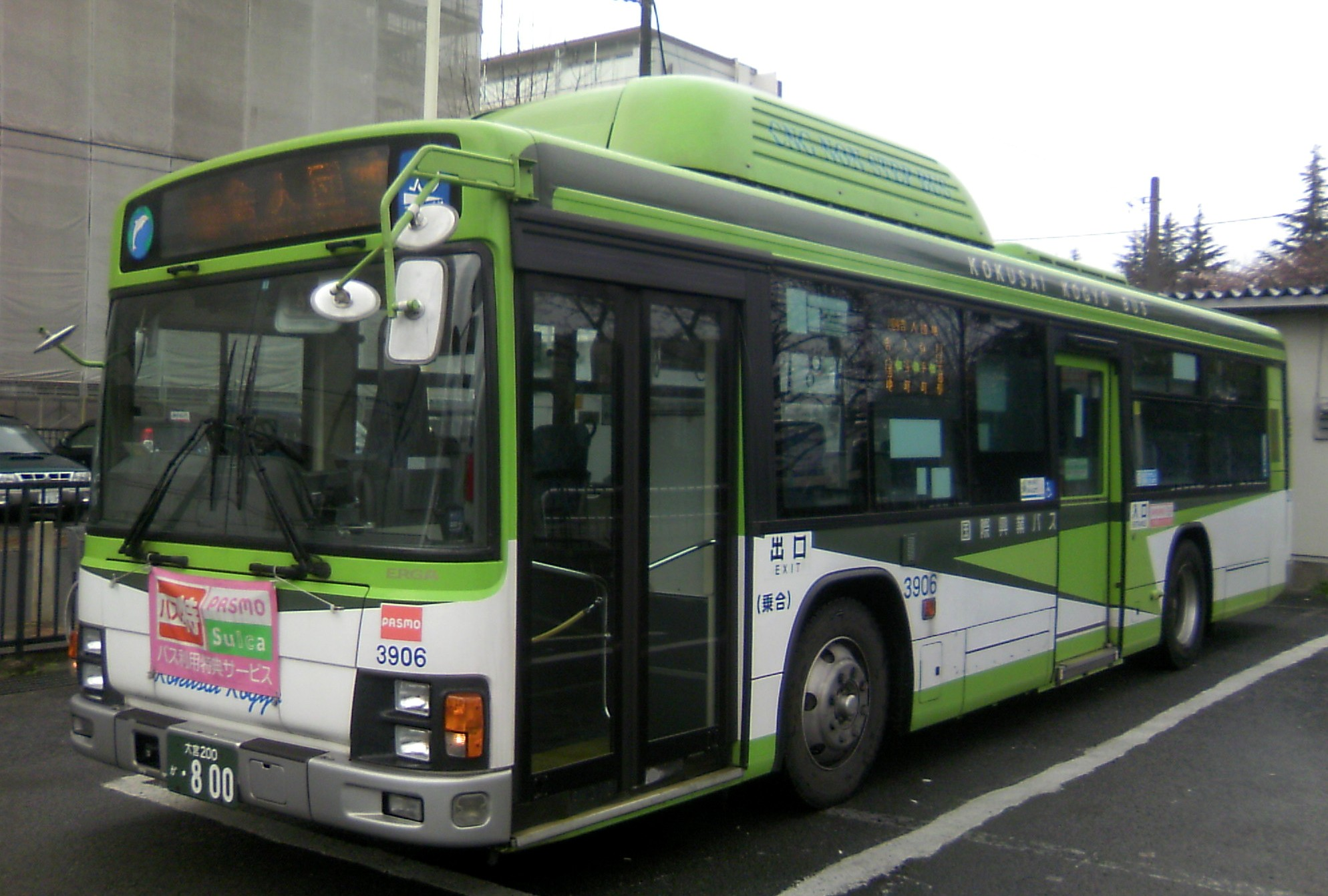
サンテピア線に最初に投入されたCNGノンステップ車。現在は全車引退済み。 (3906)

国際興業バス川口営業所（こくさいこうぎょうバスかわぐちえいぎょうしょ）は、埼玉県川口市東本郷1-9-43に位置する国際興業バスの営業所である。
川口市南部を中心とした路線を担当しており、川口市郊外へ向けて放射状に路線を有するほか、一部は東京都北区・足立区へ乗り入れている。2006年6月18日、川口市青木の車庫から川口市東本郷（首都高速川口線新郷出入口近く）の新車庫へ移転した。

## 沿革
- 1950年：国際興業バス成立時は赤羽駅に近い東京都北区稲付町に置かれていた。
- 1958年12月：川口市青木に移転。それまでの車庫は志村営業所赤羽出張所となる（後に移転して赤羽営業所へ昇格）。
- 2006年6月18日：現在の川口市東本郷に移転。
- 2007年11月28日：川口管内路線・所属車両（みんななかまバス専用車両を除く）においてPASMOを導入。

## 現行路線

### 赤羽駅東口 → 東川口駅線（深夜バス）
- 赤13：赤羽駅東口 →（無停車）→ 末広一丁目 → 十二月田中学校 → 蓮沼 → 西沼 → 新郷農協 → 新郷支所 → 峯八幡宮 → 安行支所 → 戸塚安行駅 → 東川口駅北口（深夜バス）

赤羽駅着の京浜東北線最終電車に接続する深夜バスの一つで、赤羽駅発車後は末広一丁目まで無停車となり、その後は川13の経路で峯八幡宮へ向かい、そのまま直進して安行支所・戸塚安行駅方面へ向かう。川13-2（2代）の廃止後、峯八幡宮から安行支所方面へ向かう路線としてはみんななかまバスを除いた一般路線としては唯一となった。
2010年5月17日より、途中停留所からの乗車が不可能となり、降車専用扱い（乗車は赤羽駅のみ）となった。このため、戸塚安行駅から先の独自区間では時刻表の掲載を取り止めた。

### 赤羽駅東口 - 鹿浜橋 - 舎人団地線
- 赤26：赤羽駅東口 - 東十条四丁目 - 鹿浜橋 - 椿二丁目 - 加賀団地 - 入谷東 - 舎人団地
- 赤26-2：入谷南 → 加賀団地 → 椿二丁目 → 鹿浜橋 → 東十条四丁目 → 赤羽駅東口（始発のみ、休日運休）

赤羽駅東口から環七を経由し、足立区西部の鹿浜地区から舎人団地に至る路線で、全線が都区内均一区間であることから前乗り先払い方式を採用している。
1990年頃まで運行されていた旧・赤25を利用実態に合わせて短縮し、入谷東折返しの支線だった旧・赤26を統合、入谷町以北を都内北端部の舎人団地発着に経路変更した。
かつては赤羽が主管で毎時2回程度の運行を行い、赤羽：川口の比率は2:1だったが、2011年3月16日の改正で全便が川口営業所の担当になり、毎時3本に増回された（なお、乗降方式は前乗り中降りのままである）。但し舎人団地から京浜東北線の駅に向かう場合は川04の方が近いため川04の方が毎時4本と本数が多い。

### 川口駅東口 - 朝日三丁目線
- 川01：川口駅東口 - 市役所前 - 樋の爪 - 二軒在家 - 朝日三丁目

従来は川口市内循環（川口駅 - 朝日三丁目 - 中の橋 - 川口駅）として運行しており、市役所を先に経由する右回りを「北回り」、左回りを「南回り」と称して全時間帯を通じて両回りとも運行されていた。この市内循環は2001年3月28日の埼玉高速鉄道開業によって廃止されたが、2002年より川口駅発着の他系統の存在しない部分だけを運行する形で復活した。
川口駅から市役所停留所を通る路線は他に川05や川07があるが、川口駅行きの路線が市役所前停留所を経由するのはこの路線のみである。1時間に2 - 3本程度の運行である。

### 川口駅東口 - 弥平町 - 東領家循環線
- 川02：川口駅東口 → 川口元郷駅 → 朝日六丁目 → 弥平町 → 東領家一丁目 → 川口元郷駅 → 川口駅東口
- 川02-2：川口駅東口 → 川口元郷駅 → 朝日六丁目 → 弥平町 → 東領家一丁目（終車のみ）

川口駅から弥平・領家方面を循環運行する路線で、川口駅発最終便は循環運行で川口駅へ戻らず、東領家一丁目到着後は回送で入庫する。

### 川口駅東口 - 弥平町 - 舎人駅・舎人団地線
- 川04：川口駅東口 - 川口元郷駅 - 元郷六丁目 - 弥平町 - 入谷町 - 舎人団地
- 川14-2：川口駅東口 → 川口元郷駅 → 元郷六丁目 → 弥平町 → 入谷町 → 中入谷 → 舎人駅（舎人駅止まり・平日最終1本のみ運行）
- 川14-2：舎人駅 → 入谷町 → 弥平町 → 元郷六丁目 → 川口元郷駅 → 川口駅東口（舎人駅始発・平日早朝1便運行）
- 川16：川口駅東口 → 川口元郷駅 → 元郷六丁目 → 弥平町 → 入谷南 → 入谷町 → 弥平町 → 元郷六丁目 → 川口元郷駅 →川口駅東口（弥平町循環、平日・土曜の朝運行）

川口駅からほぼ真東の方向に走り、都県境を越えて足立区西北端の入谷・舎人へ向かう。1970年代に舎人団地や入谷町折返場（現・入谷東）へ延長される形で設定された。1995年10月16日には川04の一部が新郷工業団地へ延長されたが、利用者が定着しなかったことから延長区間は2009年4月1日に廃止された。
埼玉県内の駅を発着し、途中で料金が変動することから後乗り・整理券方式であるが、都内区間（入谷町以東）の利用では都区円均一運賃が適用され、都内全線定期券・都内一日乗車券・東京都シルバーパスの利用も可能である。
2008年3月30日の東京都交通局日暮里・舎人ライナー開業に伴い、川14が入谷東経由から舎人駅経由に変更された。2010年3月15日の改正では川15の経路変更が実施されるのと同時に、弥平町付近の朝ラッシュ時の輸送力確保目的として川16を新設した。なお、川14(現在は廃止)・川16ともに川04の川口駅 - 入谷町間の混雑緩和対策として運行している面が大きい。循環部分は、川16ともには反時計回りとなる。川14も反時計回りで運行されていた。

### 川口駅東口 - 南鳩ヶ谷駅 - サンテピア線

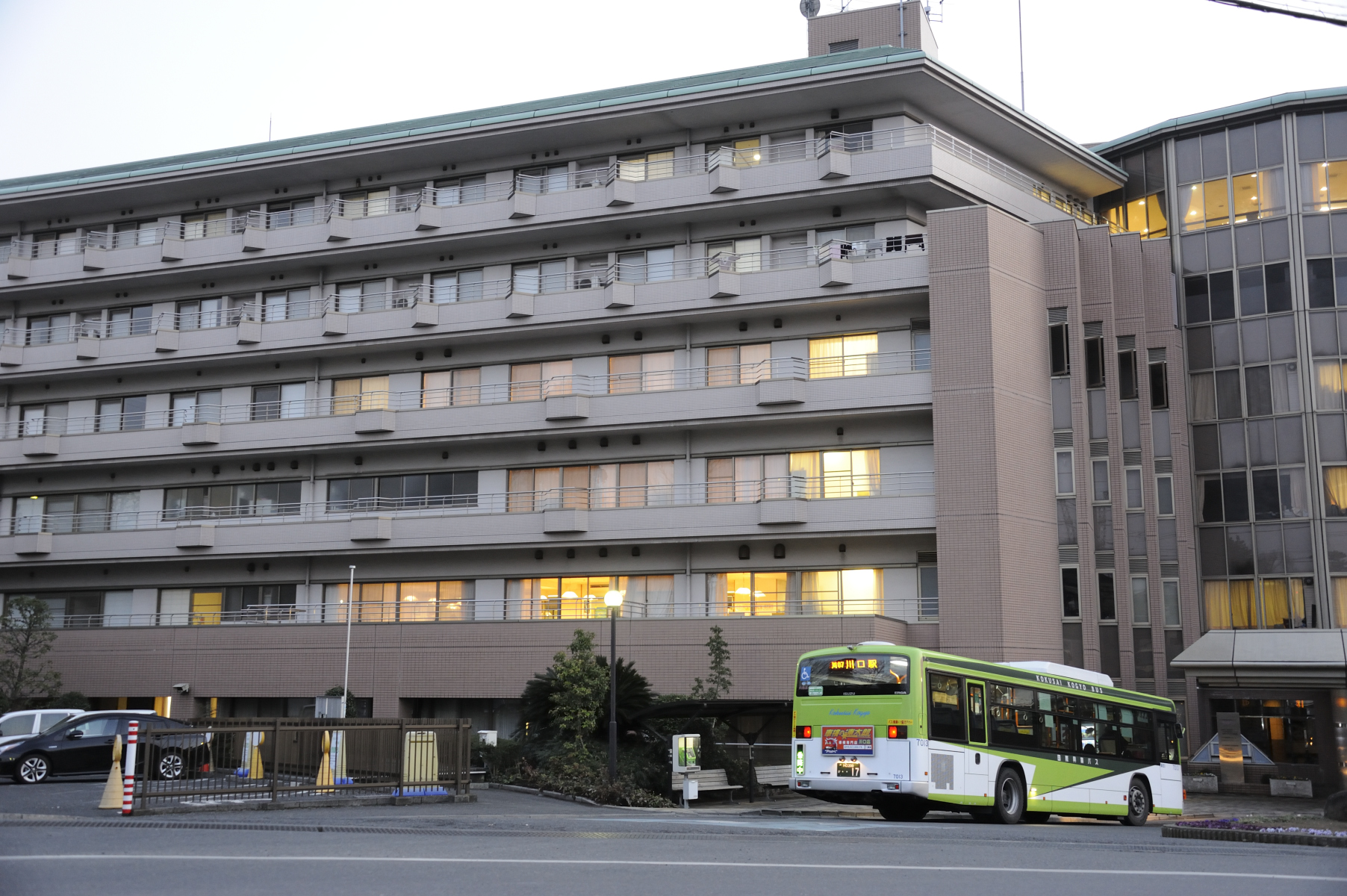
サンテピアに停車中の川口駅行き (7013)

- 川07：川口駅東口 - 青木三丁目 - 南鳩ヶ谷駅 - 赤井二丁目 - 赤井台 - サンテピア

1983年1月17日に赤井折返場（現：赤井氷川神社）までの路線として新設され、のちに老人養護施設「サンテピア」の開業に伴い延伸された。
2001年3月28日の埼玉高速鉄道開業の際に南鳩ヶ谷駅経由、および廃止された旧・川01沿線の利便性確保のために青木中央小学校経由から青木橋経由と大きく経路が変更された。この経路変更時に本数が大幅に減らされたが、積み残しが大量発生し苦情が殺到したためすぐに増便されている。
主に川口市内北部 - 川口駅間の輸送を担うが、朝は駅方向への流れと共に沿線の工場に向かう逆方向の流れが大きいのも特徴である。駅への流れは南鳩ヶ谷駅も経由であるが川口駅まで乗り通す客が大半で、埼玉高速鉄道に乗り換える流れは小さい。
2006年6月18日より、埼玉高速鉄道開業前まで運転されていた深夜バスが復活した。

### 川口駅東口 - 新郷・新堀 - 草加駅線
- 川11：川口駅東口 - 末広一丁目 - 十二月田中学校 - 江戸袋 - 蓮沼 - 西沼 - 新郷農協 - 新郷支所 - 苗塚町 - トクホンプラザ - 草加駅西口（東武バスセントラル草加営業事務所と共同運行）
- 川12：川口駅東口 - 末広一丁目 - 十二月田中学校 -  江戸袋 - 榛松 - 新堀 - 氷川町 - 草加駅西口（東武バスセントラル草加営業事務所と共同運行）

川口市南東部の新郷地区（川11）・新堀地区（川12）方面を経て、東武スカイツリーライン（東武伊勢崎線）草加駅まで結ぶ路線。川口駅東口 - 江戸袋が共通、江戸袋 - 駅入口(草加駅西口の1つ手前)は経路が異なる。
川11、川12共にそれぞれ日中は毎時2本程度であるが、川口駅側には川13など並行路線が多数あり、草加駅側も鳩06が草加駅西口 - 新郷農協で川11と並行している。
平成3年（1991年）に草加駅西口の交通広場が完成するまでは川11・12ともに東口発着となっていた。

### 川口駅東口 - 峯八幡宮線

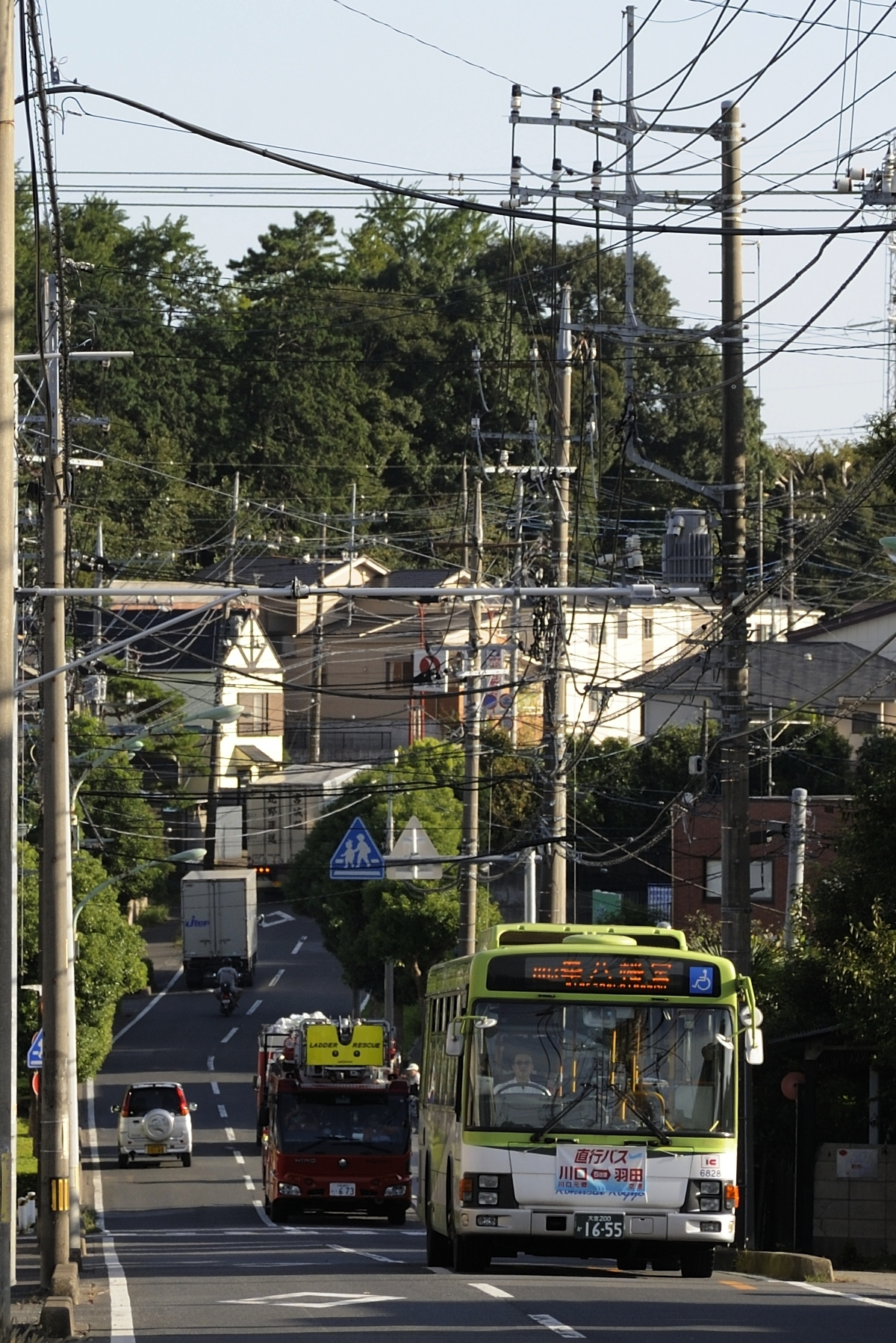
峯八幡坂を上り、終着地の峯八幡宮に到着直前の川13 (6828)

- 川13：川口駅東口 - 末広一丁目 - 十二月田中学校 - 江戸袋 - 蓮沼 - 西沼 - 新郷農協 - 新郷支所 - 峯八幡宮
- 川13-2：川口駅東口 → 末広一丁目 → 十二月田中学校 → 江戸袋 → 蓮沼 → 西沼
- 川13-3：蓮沼 → 江戸袋 → 十二月田中学校 → 末広一丁目 → 川口駅東口
- 川80：川口駅東口 - 末広一丁目 - 十二月田中学校

川口市南東部の新郷方面への路線で、新郷支所から峯八幡宮へ向かう川口営業所の最主力路線。
川13は日中でも毎時5本程度運行され、川口駅東口 - 新郷支所については川13に加えて川11・川25も並行するので日中でも毎時10本程度運行されている。平日深夜には赤羽駅からの深夜バス（赤13）が運行され、峯八幡宮から戸塚安行駅を経て東川口駅まで向かう。
長期に渡って「川13」は東武バス（川口駅‐新栄団地線）と系統番号が重複していたが、後に東武が「川10」へ改番したことで重複は解消されたものの2024年9月30日に同系統は廃止された。
2006年6月18日の営業所移転により、出入庫として川13-2と、江戸袋から延伸して蓮沼始発とした川13-3が新設された。川80は川口駅方向のみ新設される十二月田中学校（しわすだちゅうがっこう）前の操車場への出入庫便に変更され、十二月田中学校 → 川口駅行きが川80、川口駅 → 末広一丁目行きが川80-2を名乗っていたが、2010年4月1日に新郷方向にも十二月田中学校停留所が新設され、川80-2は廃止された。

### 川口駅東口 - 谷在家駅循環線
- 川15：川口駅東口 → 川口元郷駅 → 花の枝橋 → 皿沼一丁目 → 加賀団地 → 舎人公園駅 → 谷在家駅 → 皿沼不動 → 花の枝橋 → 川口元郷駅 - 川口駅東口（谷在家駅循環）
- 川15-2：北足立市場南 → 舎人公園駅 → 谷在家駅 → 花の枝橋 → 川口元郷駅 → 川口駅東口（平日土曜早朝6時台2回・日祝6時台・8時台に1本ずつのみ）
- 川15-3：川口駅東口 → 川口元郷駅 → 花の枝橋 → 加賀団地 → 舎人公園駅 → 谷在家駅 → 皿沼不動（川口駅発20時50分以降平日2本、土休日1本のみ）

川04と弥平付近まで並行し、東京都に入って加賀・皿沼地区を循環する。弥平町までの運転は昭和30年代には行われていたが、現在のように加賀地区を時計回りに循環するようになったのは、花の枝橋架け替え後の1993年に入ってからである。
日暮里・舎人ライナーの開業に伴い、循環部を従来の加賀団地経由から舎人公園駅・谷在家駅経由に変更した。2010年3月15日には、弥平町先回り経路を廃止して往復とも花の枝橋経由として循環部を縮小、加賀団地を再度経由するようになった。その際に非経由となった弥平町付近の輸送力を補うために川16が新設されている。
日中は毎時1本程度、朝夕は1時間に2 - 3本程度の運行である。

### 川口駅東口 - 鹿浜・領家循環線
- 川21：川口駅東口 → 川口郵便局 → 荒川大橋 → 領家工場街 → 鹿浜 → 領家市営住宅 → 領家二丁目 → エルザタワー → 川口郵便局 → 川口駅東口（9:00‐13:59まで運行）
- 川21：川口駅東口 → 川口郵便局 → 荒川大橋 → 領家二丁目 → 鹿浜 → 領家市営住宅 → 領家工場街 → エルザタワー → 川口郵便局 → 川口駅東口（14:00‐21:30まで運行）
- 川21-2：川口駅東口 → 川口郵便局 → 荒川大橋 → 領家二丁目 → 鹿浜 → 領家市営住宅（川口駅21:52発のみ）
- 川21-3：鹿浜 → 領家市営住宅 → 領家二丁目 → エルザタワー → 川口郵便局 → 川口駅東口（始発のみ）
- 川21-4：川口駅東口 → 荒川大橋 → 領家工場街 → 鹿浜 → 領家市営住宅 → 領家二丁目 → エルザタワー → 川口郵便局 → 川口駅東口（始発‐8:59まで運行、往路の川口郵便局は非経由）

時代によって様々な運行形態をとっているが、元は川口乗合自動車の路線が起源で営業所最古路線でもある。川口乗合としての開業は1924年と古く、1949年より都営バスとの相互乗入れ路線として浅草雷門・浅草橋・日本橋経由で東京駅八重洲口まで直通運転を行った。乗り入れ解消後は川10（川口駅 - 領家工場街 - 鹿浜長楽寺）として運行を続け、1986年12月に廃止されてからはこの系統が残った。
2001年に領家二丁目経由を新設し、沿線住民および沿線の事業所への利用者それぞれの需要を考慮して14時を境に運行経路が入れ替わるという路線形態となった。始発 - 8:59までは川21-4として運行し、川口駅東口 → 荒川大橋を迂回運行するために川口郵便局には停車しない。

### 川口駅東口 - 安行出羽線
- 川22：川口駅東口 - 末広一丁目 - 十二月田中学校 - 蓮沼 - 西沼 - 新郷農協 - 大竹 - 原 - 安行支所 - 安行川口青果市場 - 安行出羽（土曜・休日運休）
- 川22-2：川口駅東口 - 末広一丁目 - 十二月田中学校 - 蓮沼 - 西沼 - 新郷農協 - 大竹 - 原
- 川25：川口駅東口 - 末広一丁目 - 十二月田中学校 - 蓮沼 - 西沼 - 新郷農協 - 新郷支所 - 安行原団地 - 安行川口青果市場 - 安行出羽

川22は川口駅から新郷農協まで川13（川口駅‐峯八幡宮）まで並走し、そこから大竹・原・安行方面へ向かう。前身は鳩ヶ谷担当の（旧）西川05でその後川22へ変更、さらに川口移管時に川口駅‐赤井二丁目までが川07と並行する経路に変更された。1996年6月16日に、川口緑化センター（道の駅川口・あんぎょうと併設）開設を受けて安行出羽まで延伸された。埼玉高速鉄道開通時に一度廃止されたものの同年5月に川13などと同じくあずま橋通り経由となり復活、現在は川口駅発が平日朝7時台の始発1便、安行出羽発が平日の7時台と9時台に2本運行される。
川25は川口市安行原・北谷・小山地区の要望により新設された路線であり、横道まで川11と並行する。現在では日中毎時2本が確保され、前述の地域に加え安行出羽地区でも主力路線となっている。
2008年3月30日の改正で、従来まで朝・夕のみ運行だった川22の区間便として川22-2が新設された。毎時1本程度の運行だが日中の一部時間帯に2時間ほど運行間隔が開く時間帯がある。なお、現在の原停留所はこの際に新設されたものであり、それまで原と名乗っていた停留所は安行原交差点へと変更されている。
2018年2月1日のダイヤ改正で、安行出羽付近から戸塚安行駅へ向かう新道が開通したことに伴い川25-2が新設された。同時に安行出羽 - 長蔵一丁目間に「安行藤八」停留所が新設された。この路線は川口市からの要請により、2年間限定での実証実験運行とされている。
2020年1月31日をもって、川25-2の運行が終了された。

### 川口駅東口 - 元郷・エルザタワー循環線

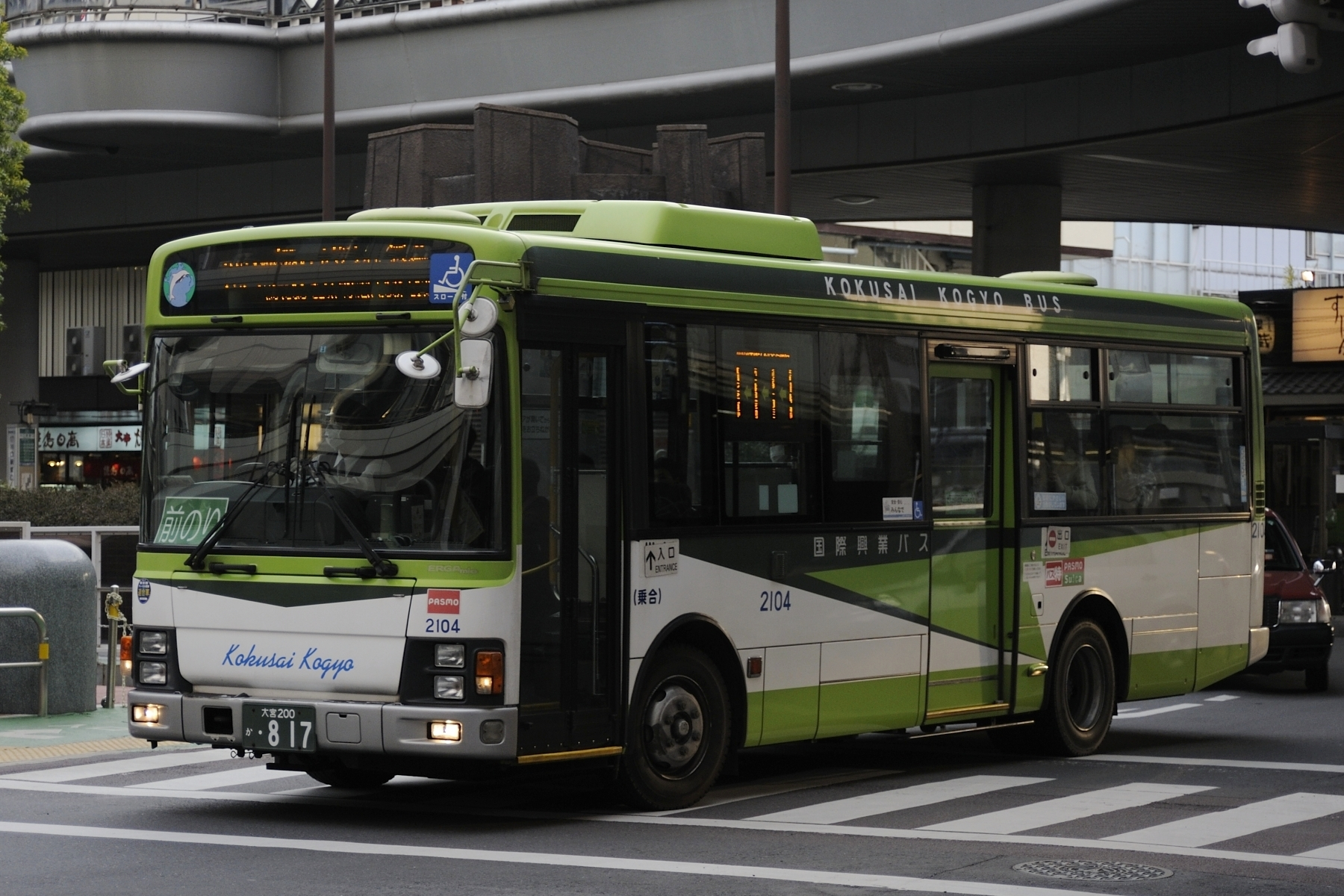
川24に充当される中型車。出入口表記に注目 (2104)

- 川24：川口駅東口 → 川口郵便局 → 荒川大橋 → 領家一丁目 → エルザタワー → 川口郵便局 → 川口駅東口
- 川24-1：川口駅東口 → 川口郵便局 → 荒川大橋 → 領家一丁目 → 元郷五丁目南
- 川24-2：領家一丁目 → エルザタワー → 川口郵便局 → 川口駅東口
- 川24-3：川口駅東口 → 荒川大橋 → 領家一丁目 → エルザタワー → 川口郵便局 → 川口駅東口（川口郵便局非経由）

以前は中乗り後払い方式を採用していたが、乗降に時間がかっていた問題の解消とPASMO導入に伴い、2007年11月28日から前乗り前払い方式に変更された。2009年10月16日に平日夜2便だけ運行する川24-1が新設された。領家一丁目始発は早朝のみの運行である。

### 川口駅西口 - 前新田循環線
- 川50：川口駅西口 → 仲町小学校 → 喜沢二丁目 → 川岸二丁目 → 前新田 → 中町二丁目 → 喜沢二丁目 → 川口駅西口

喜沢南 - 喜沢第一公園間はループ状の運行になっており必ず時計回りで運行される。本数は朝7時台には7分に1本運行され、日中でも毎時3本は確保されるなど本数が多い。

### 川口駅西口 - 西川口駅線
- 川51：川口駅西口 - 原町 - 西川口五丁目 - 西川口駅西口

### 西川口駅 - 朝日五丁目循環線
- 西川05：西川口駅東口 → オートレース場 → 南鳩ヶ谷駅入口 → 南平福祉会館 → 朝日五丁目南 → 朝日五丁目 → 西川口駅東口
- 西川05-2：西川口駅東口 → オートレース場 → 南鳩ヶ谷駅入口 → 南平福祉会館 → 朝日五丁目南 → 朝日五丁目
- 西川05-3：南平福祉会館 → 朝日五丁目南 → 朝日五丁目 → 南鳩ヶ谷駅入口 → オートレース場 → 西川口駅東口

西川口駅東口発着路線で唯一、東武ストア前を営業路線として経由する。1985年10月1日の埼京線開業に伴うダイヤ改正で花枝橋を通る旧・西川09が新設された際に西川05は西川05-3（西川口駅東口 - 市立高校）を除いて廃止されていたが、埼玉高速鉄道開業時に弥平地区を川02に譲り朝日三丁目 - 朝日六丁目経由に変更、系統番号が復活する形で与えられた。
平日日中は毎時1 - 2本程度、土休日日中は毎時2 - 3本程度と日中に関しては土休日の方が本数が多い。
2018年4月1日、川口総合高等学校、市立川口高等学校、県陽高等学校の再編・統合に伴い、市立高校停留所が「朝日五丁目南」へ名称変更され、路線名も「朝日五丁目循環」となった。

### 西川口駅 - 上青木循環線
- 西川08：西川口駅東口 → 川口警察署 → イオンモール川口前川 → 上青木交番 → 川口市立高校 → 川口警察署 → 西川口駅東口(14時台から最終まで)
- 西川08：西川口駅東口 → 川口警察署 → 川口市立高校 → 上青木交番 → イオンモール川口前川 → 川口警察署 → 西川口駅東口(始発から13時台まで)

鳩ヶ谷営業所の路線が多い地域で例外的に川口営業所が運行する路線である。開業から一貫して川口営業所が担当しており、鳩ヶ谷営業所が担当したことは一度も無い。
日中は川口市立高校先回りとイオンモール先回りがそれぞれ24分間隔で交互に運転され、西川口駅東口基準では12分毎に発車するダイヤとなっていた。
2018年4月1日、川口総合高等学校、市立川口高等学校、県陽高等学校の再編・統合に伴い、総合高校停留所が「川口市立高校」へ名称変更された。
2021年7月1日、運行形態が変わり、始発から13時台まで川口市立高校先回り、14時台から最終バスまでイオンモール川口前川先回りに変更された

### 草加駅 - 安行出羽・鳩ヶ谷駅線
- 鳩06：鳩ヶ谷駅東口 - 江戸袋北 - 新郷支所 - 苗塚町 - トクホンプラザ - 草加駅西口
- 草加14：草加駅西口 - 草加市立病院 - 苗塚町 - 安行原団地 - 安行川口青果市場 - 安行出羽（東武バスセントラル草加営業事務所と共同運行）

2001年3月28日の埼玉高速鉄道開業に合わせて新設された。2003年の改正で鳩ヶ谷営業所に移管されたが、2009年4月に川口営業所の担当に戻っている。
新郷農協以西は川11と並行するが共通定期券による乗車はできず、車両の前面にその旨が掲示される。
草加14は2004年7月20日の草加市立病院移転に伴い、東武バスとの共管路線として新設された。途中、狭隘区間があるために中型車限定での運用となる。

### 西川口駅 - オートレース場線（開催時のみ運転）
- 西川100：西川口駅東口 - 川口オートレース場

川口オートの送迎のため運行される臨時路線。本場開催日（無観客開催を除く）と、SGの場外発売日に運行される（2024年（令和6年）4月以降）。
西川口駅では、駅前ロータリーの正面にある専用停留所から発車する。降車場はロータリー横の商店街を抜けた先（西川01などが発着する停留所の向かい側）に簡易式の専用停留所が設置されている。このためオートレース輸送に充当される車両は、他の一般路線とは逆に西川口駅東口を時計回りで折り返す。
オートレース場では、長らく北門から発着していたが、施設改修に伴い2020年（令和2年）1月9日からは正門前発着となっている。
走行ルートは、正門発着となってからは新オートレース通り（西川01などと併走）→埼玉県道332号根岸本町線（川19・20などと併走）→西川口陸橋通り（西川05と併走）のルートをとる。北門発着だった頃は、新オートレース通りを直進し、オートレース場北交差点から北門発着所に入っていた。

### 川口市コミュニティバス「みんななかまバス」
- 川口01：川口駅西口 - 市役所前 - 鳩ヶ谷庁舎 - 鳩ヶ谷駅東口（川口・鳩ヶ谷線）
- 川口06（時計まわり）：見沼代親水公園駅 - 鳩ヶ谷庁舎前 - 鳩ヶ谷駅東口 - 新郷公民館 - 見沼代親水公園駅（新郷循環）
- 川口06（反時計まわり）：見沼代親水公園駅 - 新郷公民館 - 鳩ヶ谷図書館 - 鳩ヶ谷駅東口 - 鳩ヶ谷庁舎 - 見沼代親水公園駅（新郷循環）
- 川口07：川口元郷駅 - 青木橋 - 鳩ヶ谷コミュニティセンター - 鳩ヶ谷庁舎前 - 鳩ヶ谷駅東口（南平線）

2013年12月16日から川口・鳩ヶ谷線、新郷循環、南平線の運行開始。
2016年4月25日の始発運行便より新郷循環における社会実験を開始。
同年12月5日から川口・鳩ヶ谷線、青木線、神根循環、戸塚・安行循環において、運行経路と時刻の一部を変更した。

## 廃止・移管路線
- 川01（初代）：川口駅 - 市役所 - 樋の爪 - 朝日町一丁目 - 中の橋 - 川口駅
- 川01-2：川口駅 - 市役所 - 樋の爪 - 朝日町一丁目
- 川01-3：川口駅 - 中の橋 - 朝日町一丁目 - 樋の爪

路線案内や方向幕上は市内循環と記載、2001年3月27日限りで廃止、北回り（市役所先回り）と南回り（中の橋先回り）の2つが存在し途中止まりの路線もあった。
- 川02（初代）：川口駅東口 -（←六間道路・幸町三丁目→）- 市役所西口 - 十二月田中学校 - 領家花野井 - 市立高校 - 南三丁目 - 青木公民館 - 西川口駅東口

1970年代前半に廃止された。
- 川02（二代）：川口駅東口 -（←中央道路・市役所西口→）- 市役所東口 - 新井町 - 花の枝橋 - 朝日町一丁目 - 市役所東口 -（←市役所西口・中央道路→）- 川口駅東口
- 川02-2（初代）：川口駅東口 → 市役所西口 → 市役所東口 → 新井町 → 花の枝橋 → 朝日町一丁目
- 川02-3：川口駅東口 → 市役所西口 → 市役所東口 → 朝日町一丁目 → 花の枝橋 → 新井町

路線案内や方向幕上は朝日町循環と記載、2001年3月27日限りで廃止され新井町先回りと朝日町先回りの2つが存在した。
- 川03（初代）：川口駅東口 - 県陽高校 - 川口工業高校入口 - 宮根 - 芝支所 - 二十三夜 - 太田窪 - 浦和駅東口

川口駅から浦和駅へ向かう中距離路線で、1986年12月10日に二代目へ変更された。
- 川03（二代）：川口駅東口 - 県陽高校 - 川口工業高校入口 - 宮根 - 芝支所 - 二十三夜 - 浦和競馬場 - 南浦和駅東口

1986年12月10日の埼玉地区再編によって競馬場経由南浦和駅へ変更された。川口駅から浦和競馬場への唯一の直通路線だが、1998年7月16日に廃止された。
- 川04（初代）：川口駅東口 - 青木公園入口 - 県陽高校 - 上青木交番 - 芝南公民館 - 伊刈消防署 - 二十三夜 - 太田窪 - 浦和駅東口

1974年頃には廃止され、翌年になって二代目（川口駅 - 舎人団地）として系統番号が復活した。
- 川04（二代）：川口駅東口 - 弥平町 - 入谷町 - 舎人団地

2001年3月28日の埼玉高速鉄道開業によって川口元郷駅経由へ経路変更された。
- 川04-2（初代）：川口駅東口 - 弥平町 - 入谷町 - 舎人団地 - 新郷工業団地

1995年10月16日に新設された路線で、舎人団地からその先の新郷工業団地へ延伸した路線。2001年3月28日の埼玉高速鉄道開業によって川口元郷駅経由へ経路変更された。
- 川04-2（二代）：川口駅東口 - 川口元郷駅 - 弥平町 - 入谷町 - 舎人団地 - 新郷工業団地

2009年4月1日に川04へ統合廃止された。
- 川05（初代）：川口駅東口 - 市役所東口 - 上根橋 - 網代橋 - 前川 - 産業道路 - 芝支所 - 蕨駅東口

1994年5月1日に伊刈消防署経由へ経路変更された。
- 川05（二代）：川口駅東口 - 市役所東口 - 上根橋 - 網代橋 - 伊刈消防署 - 産業道路 - 蕨駅東口

1998年7月16日に川09と統合、前川経由へ再変更された。
- 川05（三代）：川口駅東口 - 天神橋 - 上根橋 - 網代橋 - 前川 - 産業道路 - 芝支所 - 蕨駅東口

2001年3月28日の埼玉高速鉄道開業によって天神橋経由へ変更されたが、2006年6月18日の営業所移転によって鳩ヶ谷へ移管された。
- 川06：川口駅東口 - 市役所東口 - 青木中学校 - 県税事務所 - 西川口駅東口

川口と西川口を混雑する青木会館経由ではなく中学校経由で結んでいたが、1985年10月1日の埼京線開業によって直接関係ないながらも廃止された。
- 川07（初代）：川口駅東口 - 市役所東口 - 上青木三丁目 - 網代橋 - 柳崎県営住宅

1980年代初頭に廃止された。
- 川07（二代）：川口駅東口 - 青木三丁目 - 前田東公園 - 有明橋 - 赤井二丁目 - 赤井折返場

1983年1月17日に新設されたが、1997年4月19日に老人養護施設「サンテピア」の開業に伴い、サンテピアまで延伸された。
- 川07（三代）：川口駅東口 - 青木三丁目 - 前田東公園 - 有明橋 - 赤井二丁目 - サンテピア

1997年4月19日に初代の代替で新設されたが、2001年3月28日の埼玉高速鉄道開業によって南鳩ヶ谷駅経由に経路変更された。
- 川08：川口駅東口 - 青木公園入口 - 総合高校 - 上根橋 - 網代橋 - 伊刈消防署 - 宮根 - 芝南公民館 - 蕨駅東口

重複路線の多さから、1994年5月1日に川05の経路変更によって統合廃止された。
- 川09：川口駅東口 - 青木公園入口 - 総合高校 - 上青木交番 - 前川 - 産業道路 - 芝南公民館 - 蕨駅東口

1998年7月16日に川05と統合廃止された。
- 川10：川口駅東口 - 領家工場街 - 鹿浜五丁目 - 鹿浜長楽寺

1985年10月1日に廃止された。なお、系統番号だけは2024年9月30日の系統廃止まで東武バスが川口駅 - 新栄団地線で使用していた。
- 川13-2（初代）：川口駅東口 - 末広一丁目 - 十二月田中学校 - 蓮沼 - 西沼 - 新郷支所 - 峯八幡宮 - 安行支所 - 曲輪 - 鳩ヶ谷 - 川口市立医療センター

2001年3月28日の埼玉高速鉄道の開業によって新井宿駅経由に経路変更された。
- 川13-2（二代）：川口駅東口 - 末広一丁目 - 十二月田中学校 - 蓮沼 - 西沼 - 新郷支所 - 峯八幡宮 - 安行支所 - 曲輪 - 新井宿駅 - 川口市立医療センター

新井宿駅経由へ変更したことで川23と経路が逆回りとなったが、峯八幡宮から先が不採算とみなされ、2003年11月16日に廃止された。
- 川16（初代）：川口駅東口 -（急行）- 東芝工場
- 川17（初代）：川口駅東口 - オートレース場裏 - 上青木五丁目 - 上根橋 - 川口北スポーツセンター

附島橋延伸時に鳩ヶ谷に移管された。
- 川22（二代）：川口駅東口 - 市役所東口 - 青木三丁目 - 赤井二丁目 - 新郷支所 - 安行支所 - 安行川口青果市場

1996年6月16日に安行出羽まで延伸された。
- 川22（三代）：川口駅東口 - 市役所東口 - 青木三丁目 - 赤井二丁目 - 新郷農協 - 安行支所 - 安行川口青果市場 - 安行出羽

2001年3月28日の埼玉高速鉄道開業によって廃止されたが、同年5月に経路変更を経て復活している。
- 川23：川口駅東口 - 市役所第二庁舎 - 青木公園入口 - 女子高前 - 上青木交番 - 上根橋 - 地蔵橋 - 川口市立医療センター

1994年5月1日の川口市立医療センター開業によって新設されたが、一年後の1995年4月1日に鳩ヶ谷へ移管された。
- 川80（初代）：川口駅東口 - 川口車庫

移転前の川口営業所への出入庫系統として運行していた。現在は営業所移転によって運行していない。
- 川80-2：川口駅東口 → 末広一丁目

2006年6月18日の営業所移転により、十二月田中学校の操車場への出入庫便で運行していた。2010年4月1日、新郷方向も十二月田中学校停留所が新設されたことにより廃止された。
- 蕨81（初代）：蕨駅東口 → 天神前 → 川口車庫

現在、この系統番号は戸田営業所の出入庫路線で使用している。
- 蕨82（初代）：蕨駅東口 - 上青木交番 - オートレース場裏 - 川口車庫

1998年7月16日に川05と共に前川経由へ経路変更された。
- 蕨82（二代）：蕨駅東口 - 芝下町 - 上青木六丁目 - 天神橋 - 川口車庫

現在は営業所移転によって運行していない。
- 鳩07：鳩ヶ谷駅 - 赤井四丁目交差点 - 新郷農協 - 安行支所 - 安行川口青果市場 - 安行出羽

2001年3月28日の埼玉高速鉄道開業で新設されたが、利用者低迷によって同年10月9日に廃止された。
- 見01：見沼代親水公園駅 → 新堀 → 横道 → 後峰 → 安行支所 → 安行原団地 → 横道 → 新堀 → 見沼代親水公園駅
- 見01：見沼代親水公園駅 → 新堀 → 横道 → 安行原団地 → 安行支所 → 後峰 → 横道 → 新堀 → 見沼代親水公園駅
- 見01-2：見沼代親水公園駅 - 新堀 - 横道 - 安行原団地 - 安行支所

14時を境に後峰先回りから安行原団地先回りに切り替わった。2011年3月16日に廃止された。
- 見02：見沼代親水公園駅 → 新郷東小学校 → 新郷支所 → 大竹 → 新郷支所 → 新郷東小学校 → 見沼代親水公園駅
- 見02-2：見沼代親水公園駅 → 新郷東小学校 → 新郷支所 → 大竹
- 見02-3：新郷図書館 → 大竹 → 新郷支所 → 新郷東小学校 → 見沼代親水公園駅
- 見03：見沼代親水公園駅 - 新郷東小学校

2011年3月16日に引き続き試験運行が行われることとなったため、見01の代替で新設された。新郷地区において狭隘な住宅街を走行するため、車両は12人乗りの専用車（トヨタ・ハイエース）で運行していた。2013年3月16日に試験は終了し廃止。試験結果は同年12月に実施されたみんななかまバスの経路変更へ反映された。
- 川14：川口駅東口 → 川口元郷駅 → 元郷六丁目 → 弥平町 → 入谷町 → 中入谷 → 舎人駅 → 入谷町 → 弥平町 → 元郷六丁目 → 川口元郷駅 → 川口駅東口（舎人駅循環、平日朝5本・夜3本運行）

2019年11月16日、廃止された。
- 川25-2：川口駅東口 - 末広一丁目 - 十二月田中学校 - 蓮沼 - 西沼 - 新郷農協 - 新郷支所 - 安行原団地 - 安行川口青果市場 - 安行出羽 - 長蔵一丁目 - 戸塚安行駅
- 西11：西新井駅 - 第一団地 - 伊興三丁目 - 舎人公園駅 - 入谷東 - 入谷八丁目 - 舎人団地東 - 見沼代親水公園駅【はるかぜ3号】

2003年7月1日に開業。狭隘道路を走るため、小型車を使用している。全線が都区内均一区間（コミュニティバスのため特定運賃）であるため、都内と同じ前乗り先払い方式を採用している。
2008年3月30日に日暮里・舎人ライナー開通を機に入谷東以北の経路変更を行い、入谷地区経由に変更された。
2011年3月16日には舎人団地折り返しから見沼代親水公園駅まで延長し、舎人団地へは乗り入れなくなった。
2012年8月1日にはるかぜ第3弾からはるかぜ3号へ名称変更。
2024年3月31日の運行をもって、赤字路線であることや車両の老朽化などを理由に運行終了。

## 車両
一般路線用は全車いすゞ製。川口市コミュニティバス『みんななかまバス』専用車両は日野自動車製。
CNGノンステップバスを導入しており、このうち2001年に導入した3902号車はメーカーのサンプルカーで、内装が他の車両と全く異なっているのが特徴。LED表示器も当初は独自のものが使われていたが、その後他の車両と同一のものに交換されている。2008年6月末頃には車体更新も行われた（ちなみに3000番台のエルガを含めて最初に更新された車両でもある）。CNG車は全廃計画に伴い、2012年を以って全廃となった。
全営業所内で唯一、見02専用車であるトヨタ・ハイエースコミューターが2台在籍していた。見02の廃止に伴い国際興業大阪へ転属した。
2014年11月17日から、川口ナンバー（ご当地ナンバー）の導入に伴い、新車と鳩ヶ谷営業所を除く他地域ナンバーエリアの営業所から転入車は川口ナンバーで登録される。